# Collegio elettorale di Cantù (Senato della Repubblica)
Il collegio di Cantù fu un collegio elettorale uninominale della Repubblica Italiana appartenente alla Circoscrizione Lombardia; fu utilizzato per eleggere un senatore della Repubblica dalla I alla XIV legislatura, sebbene con forme diverse e sistemi elettorali diversi.

## Storia
Il collegio venne creato nel 1948 secondo la legge n. 29 del 6 febbraio 1948 la quale, pur basandosi sull'impianto proporzionale in vigore per la Camera, rispetto a quest'ultima conteneva alcuni piccoli correttivi in senso maggioritario. Tale legge ebbe il suo definitivo perfezionamento col Testo Unico n. 361 del 1957. Differentemente dalla Camera, la legge elettorale del Senato si articolava su base regionale, seguendo il dettato costituzionale (art.57). Ogni Regione era suddivisa in tanti collegi uninominali quanti erano i seggi ad essa assegnati. All'interno di ciascun collegio, veniva eletto il candidato che avesse raggiunto il quorum del 65% delle preferenze: tale soglia, oggettivamente di difficilissimo conseguimento, tradiva l'impianto proporzionale su cui era concepito anche il sistema elettorale della Camera Alta. Qualora, come normalmente avveniva, nessun candidato avesse conseguito l'elezione, i voti di tutti i candidati venivano raggruppati in liste di partito a livello regionale, dove i seggi venivano allocati utilizzando il metodo D'Hondt delle maggiori medie statistiche e quindi, all'interno di ciascuna lista, venivano dichiarati eletti i candidati con le migliori percentuali di preferenza.
Nel 1993, con la cosiddetta Legge Mattarella (Legge n. 276, Norme per l'elezione del Senato della Repubblica), attuata in seguito al referendum abrogativo del 1993, venne istituito per la Camera dei deputati e per il Senato della Repubblica un sistema di elezione misto, in parte maggioritario e in parte proporzionale. Il 75% dei parlamentari dell'assemblea veniva eletto in collegi uninominali tramite sistema maggioritario a turno unico; il restante 25% al Senato veniva eletto tramite recupero proporzionale dei più votati non eletti attraverso un meccanismo di calcolo denominato "scorporo", cioè sottraendo dal conteggio dei voti totali di una lista nella parte proporzionale i voti ottenuti dai candidati collegati alla medesima lista che erano eletti nei collegi uninominali con il sistema maggioritario.
Il collegio venne abolito insieme a tutti gli altri che costituivano il Senato con la promulgazione della legge elettorale successiva, la cosiddetta Legge Calderoli. Questa prevedeva un sistema proporzionale con premio di maggioranza, che al Senato veniva attribuito a livello regionale.

## 1948-1993

### Territorio
Il collegio di Cantù era uno dei 31 collegi uninominali in cui era suddivisa la Lombardia; era compreso nelle province di Como, di Milano e di Varese e comprendeva i seguenti comuni: Albiolo, Alserio, Anzano del Parco, Appiano Gentile, Asso, Barzago, Barzanò, Binago, Bizzarone, Bosisio Parini, Bregnano, Brenna, Bulciago, Cabiate, Cadorago, Cagno, Cantù, Canzo, Carimate, Carugo Arosio, Caslino d'Erba, Cassago Brianza, Castelmarte, Cermenate, Cirimido, Civenna, Costa Masnaga, Cucciago, Erba, Eupilio, Faloppio, Fenegrò, Figino Serenza, Garbagnate Monastero, Guanzate, Inverigo, Lambrugo, Lasnigo, Lentate sul Seveso, Limido Comasco, Lomazzo, Longone al Segrino, Lurago d'Erba, Lurago Marinone, Lurate Caccivio, Malnate, Mariano Comense, Merone, Mezzegra, Molteno, Monguzzo, Nibionno, Olgiate Comasco, Oltrona di San Mamette, Ponte Lambro, Proserpio, Pusiano, Rezzago, Rodero, Rogeno, Ronago, Rovellasca, Rovello Porro, Seprio, Solbiate Comasco, Sormano, Turate, Uggiate-Trevano, Valmorea e Vertemate con Minoprio.

### Dati elettorali

#### I legislatura
|                                                                                | Lorenzo Spallino ✔️ Eletto | Democrazia Cristiana                             | 65 775  | 60,30 |  |  |  |  |  |
|                                                                                | Battista Tettamanti        | Fronte Democratico Popolare                      | 28 925  | 26,52 |  |  |  |  |  |
|                                                                                | Ugo Bernasconi             | Unità Socialista - Partito Repubblicano Italiano | 9 464   | 8,68  |  |  |  |  |  |
|                                                                                | Angelo Luzzani             | Blocco Nazionale                                 | 4 907   | 4,50  |  |  |  |  |  |
| Totale                                                                         | Totale                     | Totale                                           | 109 071 | 100   |  |  |  |  |  |
|                                                                                |                            |                                                  |         |       |  |  |  |  |  |
| Voti non validi                                                                | Voti non validi            | Voti non validi                                  | 6 439   | 5,57  |  |  |  |  |  |
| Votanti                                                                        | Votanti                    | Votanti                                          | 115 510 | 95,43 |  |  |  |  |  |
| Elettori                                                                       | Elettori                   | Elettori                                         | 121 041 |       |  |  |  |  |  |
|                                                                                |                            |                                                  |         |       |  |  |  |  |  |
| Nota: quorum del 65% non raggiunto; ripartizione dei seggi a livello regionale |                            |                                                  |         |       |  |  |  |  |  |
| Data: 18 aprile 1948                                                           |                            |                                                  |         |       |  |  |  |  |  |
| Fonte: Ministero dell'interno                                                  |                            |                                                  |         |       |  |  |  |  |  |

#### II legislatura
|                                                                                | Lorenzo Spallino ✔️ Eletto | Democrazia Cristiana                    | 67 018  | 56,28 |  |  |  |  |  |
|                                                                                | Giuseppe Roda              | Partito Socialista Italiano             | 20 041  | 16,83 |  |  |  |  |  |
|                                                                                | Battista Tettamanti        | Partito Comunista Italiano              | 15 939  | 13,39 |  |  |  |  |  |
|                                                                                | Riccardo Momigliano        | Partito Socialista Democratico Italiano | 7 429   | 6,24  |  |  |  |  |  |
|                                                                                | C. G. Cornaggia Medici     | Partito Nazionale Monarchico            | 3 409   | 2,86  |  |  |  |  |  |
|                                                                                | Giulio Pagani              | Movimento Sociale Italiano              | 2 571   | 2,16  |  |  |  |  |  |
|                                                                                | Eugenio Rosasco            | Partito Liberale Italiano               | 2 179   | 1,83  |  |  |  |  |  |
|                                                                                | Primo Gualtieri            | Alleanza Democratica Nazionale          | 484     | 0,41  |  |  |  |  |  |
| Totale                                                                         | Totale                     | Totale                                  | 119 070 | 100   |  |  |  |  |  |
|                                                                                |                            |                                         |         |       |  |  |  |  |  |
| Voti non validi                                                                | Voti non validi            | Voti non validi                         | 5 915   | 4,73  |  |  |  |  |  |
| Votanti                                                                        | Votanti                    | Votanti                                 | 124 985 | 96,74 |  |  |  |  |  |
| Elettori                                                                       | Elettori                   | Elettori                                | 129 191 |       |  |  |  |  |  |
|                                                                                |                            |                                         |         |       |  |  |  |  |  |
| Nota: quorum del 65% non raggiunto; ripartizione dei seggi a livello regionale |                            |                                         |         |       |  |  |  |  |  |
| Data: 7 giugno 1953                                                            |                            |                                         |         |       |  |  |  |  |  |
| Fonte: Ministero dell'interno                                                  |                            |                                         |         |       |  |  |  |  |  |

#### III legislatura
|                                                                                | Lorenzo Spallino ✔️ Eletto | Democrazia Cristiana                    | 73 081  | 56,35 |  |  |  |  |  |
|                                                                                | Ugo Bonafini               | Partito Socialista Italiano             | 27 164  | 20,94 |  |  |  |  |  |
|                                                                                | Luigi Zuccoli              | Partito Comunista Italiano              | 13 878  | 10,70 |  |  |  |  |  |
|                                                                                | Luigi Rovelli              | Partito Socialista Democratico Italiano | 6 513   | 5,02  |  |  |  |  |  |
|                                                                                | Umberto Borghetti          | Partito Liberale Italiano               | 3 637   | 2,80  |  |  |  |  |  |
|                                                                                | Giuseppe Ajmone Cat        | Movimento Sociale Italiano              | 2 538   | 1,96  |  |  |  |  |  |
|                                                                                | Antonio Vailati            | Partito Nazionale Monarchico            | 2 262   | 1,74  |  |  |  |  |  |
|                                                                                | Antonio Tribuzio           | Partito Monarchico Popolare             | 628     | 0,48  |  |  |  |  |  |
| Totale                                                                         | Totale                     | Totale                                  | 129 701 | 100   |  |  |  |  |  |
|                                                                                |                            |                                         |         |       |  |  |  |  |  |
| Voti non validi                                                                | Voti non validi            | Voti non validi                         | 5 964   | 4,40  |  |  |  |  |  |
| Votanti                                                                        | Votanti                    | Votanti                                 | 135 665 | 97,10 |  |  |  |  |  |
| Elettori                                                                       | Elettori                   | Elettori                                | 139 721 |       |  |  |  |  |  |
|                                                                                |                            |                                         |         |       |  |  |  |  |  |
| Nota: quorum del 65% non raggiunto; ripartizione dei seggi a livello regionale |                            |                                         |         |       |  |  |  |  |  |
| Data: 25 maggio 1958                                                           |                            |                                         |         |       |  |  |  |  |  |
| Fonte: Ministero dell'interno                                                  |                            |                                         |         |       |  |  |  |  |  |

#### IV legislatura
|                                                                                | Mario Martinelli ✔️ Eletto | Democrazia Cristiana                             | 74 225  | 52,41 |  |  |  |  |  |
|                                                                                | Ugo Bonafini ✔️ Eletto     | Partito Socialista Italiano                      | 27 794  | 19,63 |  |  |  |  |  |
|                                                                                | M. Brambilla               | Partito Comunista Italiano                       | 19 609  | 13,85 |  |  |  |  |  |
|                                                                                | G. Brambilla               | Partito Liberale Italiano                        | 7 705   | 5,44  |  |  |  |  |  |
|                                                                                | E. Rivolta                 | Partito Socialista Democratico Italiano          | 7 661   | 5,41  |  |  |  |  |  |
|                                                                                | G. De Simoni               | Movimento Sociale Italiano                       | 2 738   | 1,93  |  |  |  |  |  |
|                                                                                | G. Longinotti              | Partito Democratico Italiano di Unità Monarchica | 1 893   | 1,34  |  |  |  |  |  |
| Totale                                                                         | Totale                     | Totale                                           | 141 625 | 100   |  |  |  |  |  |
|                                                                                |                            |                                                  |         |       |  |  |  |  |  |
| Voti non validi                                                                | Voti non validi            | Voti non validi                                  | 5 861   | 3,97  |  |  |  |  |  |
| Votanti                                                                        | Votanti                    | Votanti                                          | 147 486 | 96,91 |  |  |  |  |  |
| Elettori                                                                       | Elettori                   | Elettori                                         | 152 184 |       |  |  |  |  |  |
|                                                                                |                            |                                                  |         |       |  |  |  |  |  |
| Nota: quorum del 65% non raggiunto; ripartizione dei seggi a livello regionale |                            |                                                  |         |       |  |  |  |  |  |
| Data: 28 aprile 1963                                                           |                            |                                                  |         |       |  |  |  |  |  |
| Fonte: Ministero dell'interno                                                  |                            |                                                  |         |       |  |  |  |  |  |

#### V legislatura
|                                                                                | Mario Martinelli ✔️ Eletto | Democrazia Cristiana                             | 81 945  | 53,88 |  |  |  |  |  |
|                                                                                | M. Brambilla               | PCI - PSIUP                                      | 31 935  | 21,00 |  |  |  |  |  |
|                                                                                | Ugo Bonafini               | PSI-PSDI Unificati                               | 25 384  | 16,69 |  |  |  |  |  |
|                                                                                | S. De Mas                  | Partito Liberale Italiano                        | 8 015   | 5,27  |  |  |  |  |  |
|                                                                                | Giuseppe Ajmone Cat        | Movimento Sociale Italiano                       | 2 791   | 1,83  |  |  |  |  |  |
|                                                                                | ?                          | Partito Democratico Italiano di Unità Monarchica | 1 113   | 0,73  |  |  |  |  |  |
|                                                                                | M. Consigliere             | Partito Repubblicano Italiano                    | 919     | 0,60  |  |  |  |  |  |
| Totale                                                                         | Totale                     | Totale                                           | 152 102 | 100   |  |  |  |  |  |
|                                                                                |                            |                                                  |         |       |  |  |  |  |  |
| Voti non validi                                                                | Voti non validi            | Voti non validi                                  | 7 171   | 4,50  |  |  |  |  |  |
| Votanti                                                                        | Votanti                    | Votanti                                          | 159 273 | 97,05 |  |  |  |  |  |
| Elettori                                                                       | Elettori                   | Elettori                                         | 164 114 |       |  |  |  |  |  |
|                                                                                |                            |                                                  |         |       |  |  |  |  |  |
| Nota: quorum del 65% non raggiunto; ripartizione dei seggi a livello regionale |                            |                                                  |         |       |  |  |  |  |  |
| Data: 19 maggio 1968                                                           |                            |                                                  |         |       |  |  |  |  |  |
| Fonte: Ministero dell'interno                                                  |                            |                                                  |         |       |  |  |  |  |  |

#### VI legislatura
|                                                                                | Mario Martinelli ✔️ Eletto | Democrazia Cristiana                    | 83 700  | 51,66 |  |  |  |  |  |
|                                                                                | Gabriele Invernizzi        | PCI - PSIUP                             | 31 393  | 19,38 |  |  |  |  |  |
|                                                                                | Bruno Amoletti             | Partito Socialista Italiano             | 20 041  | 12,37 |  |  |  |  |  |
|                                                                                | Carlo Porro                | Partito Socialista Democratico Italiano | 11 593  | 7,16  |  |  |  |  |  |
|                                                                                | N. Corti                   | Partito Liberale Italiano               | 7 181   | 4,43  |  |  |  |  |  |
|                                                                                | P. Butti                   | Movimento Sociale Italiano              | 5 071   | 3,13  |  |  |  |  |  |
|                                                                                | Ercole Monti               | Partito Repubblicano Italiano           | 3 032   | 1,87  |  |  |  |  |  |
| Totale                                                                         | Totale                     | Totale                                  | 162 011 | 100   |  |  |  |  |  |
|                                                                                |                            |                                         |         |       |  |  |  |  |  |
| Voti non validi                                                                | Voti non validi            | Voti non validi                         | 7 190   | 4,25  |  |  |  |  |  |
| Votanti                                                                        | Votanti                    | Votanti                                 | 169 201 | 96,98 |  |  |  |  |  |
| Elettori                                                                       | Elettori                   | Elettori                                | 174 466 |       |  |  |  |  |  |
|                                                                                |                            |                                         |         |       |  |  |  |  |  |
| Nota: quorum del 65% non raggiunto; ripartizione dei seggi a livello regionale |                            |                                         |         |       |  |  |  |  |  |
| Data: 7 maggio 1972                                                            |                            |                                         |         |       |  |  |  |  |  |
| Fonte: Ministero dell'interno                                                  |                            |                                         |         |       |  |  |  |  |  |

#### VII legislatura
|                                                                                | Siro Lombardini ✔️ Eletto | Democrazia Cristiana                    | 86 318  | 49,63 |  |  |  |  |  |
|                                                                                | Ernesto Corengia          | Partito Comunista Italiano              | 44 350  | 25,50 |  |  |  |  |  |
|                                                                                | Michele Giannotta         | Partito Socialista Italiano             | 20 428  | 11,74 |  |  |  |  |  |
|                                                                                | Carlo Porro               | Partito Socialista Democratico Italiano | 7 461   | 4,29  |  |  |  |  |  |
|                                                                                | Ercole Monti              | Partito Repubblicano Italiano           | 4 707   | 2,71  |  |  |  |  |  |
|                                                                                | Antonio Morabito          | Movimento Sociale Italiano              | 4 303   | 2,47  |  |  |  |  |  |
|                                                                                | Francesco Aquaro          | Partito Liberale Italiano               | 3 024   | 1,74  |  |  |  |  |  |
|                                                                                | Manlio Antonio Corabi     | Democrazia Proletaria                   | 2 208   | 1,27  |  |  |  |  |  |
|                                                                                | Maria Adele Teodori       | Partito Radicale                        | 1 136   | 0,65  |  |  |  |  |  |
| Totale                                                                         | Totale                    | Totale                                  | 173 935 | 100   |  |  |  |  |  |
|                                                                                |                           |                                         |         |       |  |  |  |  |  |
| Voti non validi                                                                | Voti non validi           | Voti non validi                         | 6 344   | 3,52  |  |  |  |  |  |
| Votanti                                                                        | Votanti                   | Votanti                                 | 180 279 | 95,72 |  |  |  |  |  |
| Elettori                                                                       | Elettori                  | Elettori                                | 188 339 |       |  |  |  |  |  |
|                                                                                |                           |                                         |         |       |  |  |  |  |  |
| Nota: quorum del 65% non raggiunto; ripartizione dei seggi a livello regionale |                           |                                         |         |       |  |  |  |  |  |
| Data: 20 giugno 1976                                                           |                           |                                         |         |       |  |  |  |  |  |
| Fonte: Ministero dell'interno                                                  |                           |                                         |         |       |  |  |  |  |  |

#### VIII legislatura
|                                                                                | Luigi Granelli ✔️ Eletto | Democrazia Cristiana                         | 83 930  | 47,53 |  |  |  |  |  |
|                                                                                | G. Vicini                | Partito Comunista Italiano                   | 41 992  | 23,78 |  |  |  |  |  |
|                                                                                | M. Di Leo                | Partito Socialista Italiano                  | 23 258  | 13,17 |  |  |  |  |  |
|                                                                                | Mariano Borella          | Partito Socialista Democratico Italiano      | 8 483   | 4,80  |  |  |  |  |  |
|                                                                                | Francesco Aquaro         | Partito Liberale Italiano                    | 5 082   | 2,88  |  |  |  |  |  |
|                                                                                | Ettore Monti             | Partito Repubblicano Italiano                | 4 257   | 2,41  |  |  |  |  |  |
|                                                                                | Antonio Morabito         | Movimento Sociale Italiano                   | 4 096   | 2,32  |  |  |  |  |  |
|                                                                                | V. Perego                | Partito Radicale                             | 3 658   | 2,07  |  |  |  |  |  |
|                                                                                | Massimo Gorla            | Nuova Sinistra Unita                         | 1 076   | 0,61  |  |  |  |  |  |
|                                                                                | O. Rossi                 | Costituente di Destra - Democrazia Nazionale | 758     | 0,43  |  |  |  |  |  |
| Totale                                                                         | Totale                   | Totale                                       | 176 590 | 100   |  |  |  |  |  |
|                                                                                |                          |                                              |         |       |  |  |  |  |  |
| Voti non validi                                                                | Voti non validi          | Voti non validi                              | 9 163   | 4,93  |  |  |  |  |  |
| Votanti                                                                        | Votanti                  | Votanti                                      | 185 753 | 95,06 |  |  |  |  |  |
| Elettori                                                                       | Elettori                 | Elettori                                     | 195 405 |       |  |  |  |  |  |
|                                                                                |                          |                                              |         |       |  |  |  |  |  |
| Nota: quorum del 65% non raggiunto; ripartizione dei seggi a livello regionale |                          |                                              |         |       |  |  |  |  |  |
| Data: 3 giugno 1979                                                            |                          |                                              |         |       |  |  |  |  |  |
| Fonte: Ministero dell'interno                                                  |                          |                                              |         |       |  |  |  |  |  |

#### IX legislatura
|                                                                                | Vittorino Colombo ✔️ Eletto   | Democrazia Cristiana                    | 73 917  | 41,58 |  |  |  |  |  |
|                                                                                | Domenico Giusto               | Partito Comunista Italiano              | 40 636  | 22,86 |  |  |  |  |  |
|                                                                                | Sergio Simone                 | Partito Socialista Italiano             | 21 893  | 12,31 |  |  |  |  |  |
|                                                                                | Ercole Monti                  | Partito Repubblicano Italiano           | 9 845   | 5,54  |  |  |  |  |  |
|                                                                                | Mariano Borella               | Partito Socialista Democratico Italiano | 8 248   | 4,64  |  |  |  |  |  |
|                                                                                | Giorgio De Siena              | Movimento Sociale Italiano              | 6 912   | 3,89  |  |  |  |  |  |
|                                                                                | Francesco Aquaro              | Partito Liberale Italiano               | 6 661   | 3,75  |  |  |  |  |  |
|                                                                                | Alberto Rossi                 | Partito Nazionale Pensionati            | 3 263   | 1,84  |  |  |  |  |  |
|                                                                                | Adriano Ciccioni              | Partito Radicale                        | 2 960   | 1,66  |  |  |  |  |  |
|                                                                                | Sergio Annoni                 | Democrazia Proletaria                   | 2 576   | 1,45  |  |  |  |  |  |
|                                                                                | Matilde Sassella Stortiglione | Lista per Trieste                       | 490     | 0,28  |  |  |  |  |  |
|                                                                                | Luigina Milesi                | Partito Cristiano Azione Sociale        | 386     | 0,22  |  |  |  |  |  |
| Totale                                                                         | Totale                        | Totale                                  | 177 787 | 100   |  |  |  |  |  |
|                                                                                |                               |                                         |         |       |  |  |  |  |  |
| Voti non validi                                                                | Voti non validi               | Voti non validi                         | 13 543  | 7,08  |  |  |  |  |  |
| Votanti                                                                        | Votanti                       | Votanti                                 | 191 330 | 92,87 |  |  |  |  |  |
| Elettori                                                                       | Elettori                      | Elettori                                | 206 018 |       |  |  |  |  |  |
|                                                                                |                               |                                         |         |       |  |  |  |  |  |
| Nota: quorum del 65% non raggiunto; ripartizione dei seggi a livello regionale |                               |                                         |         |       |  |  |  |  |  |
| Data: 26 giugno 1983                                                           |                               |                                         |         |       |  |  |  |  |  |
| Fonte: Ministero dell'interno                                                  |                               |                                         |         |       |  |  |  |  |  |

#### X legislatura
|                                                                                | Giuseppe Guzzetti ✔️ Eletto | Democrazia Cristiana                    | 78 810  | 41,02 |  |  |  |  |  |
|                                                                                | S. Saladino                 | Partito Comunista Italiano              | 36 364  | 18,93 |  |  |  |  |  |
|                                                                                | M. Di Leo                   | Partito Socialista Italiano             | 33 192  | 17,28 |  |  |  |  |  |
|                                                                                | S. Bazzan Salmirani         | Lega Lombarda                           | 11 528  | 6,00  |  |  |  |  |  |
|                                                                                | Lucio Romagnoni             | Movimento Sociale Italiano              | 6 402   | 3,33  |  |  |  |  |  |
|                                                                                | R. R. Castagnedi            | Partito Repubblicano Italiano           | 5 498   | 2,86  |  |  |  |  |  |
|                                                                                | A. Rudi                     | Lista Verde                             | 4 232   | 2,20  |  |  |  |  |  |
|                                                                                | E. Cairoli                  | Partito Socialista Democratico Italiano | 4 052   | 2,11  |  |  |  |  |  |
|                                                                                | Egidio Sterpa               | Partito Liberale Italiano               | 3 985   | 2,07  |  |  |  |  |  |
|                                                                                | Gianni Brera                | Partito Radicale                        | 3 930   | 2,05  |  |  |  |  |  |
|                                                                                | S. Annoni                   | Democrazia Proletaria                   | 2 852   | 1,48  |  |  |  |  |  |
|                                                                                | A. Malnati                  | Liga Veneta-Pensionati Uniti            | 1 009   | 0,53  |  |  |  |  |  |
|                                                                                | A. P. Testori               | Alleanza Popolare Pensionati            | 281     | 0,15  |  |  |  |  |  |
| Totale                                                                         | Totale                      | Totale                                  | 192 135 | 100   |  |  |  |  |  |
|                                                                                |                             |                                         |         |       |  |  |  |  |  |
| Voti non validi                                                                | Voti non validi             | Voti non validi                         | 9 895   | 4,90  |  |  |  |  |  |
| Votanti                                                                        | Votanti                     | Votanti                                 | 202 030 | 93,06 |  |  |  |  |  |
| Elettori                                                                       | Elettori                    | Elettori                                | 217 092 |       |  |  |  |  |  |
|                                                                                |                             |                                         |         |       |  |  |  |  |  |
| Nota: quorum del 65% non raggiunto; ripartizione dei seggi a livello regionale |                             |                                         |         |       |  |  |  |  |  |
| Data: 14 giugno 1987                                                           |                             |                                         |         |       |  |  |  |  |  |
| Fonte: Ministero dell'interno                                                  |                             |                                         |         |       |  |  |  |  |  |

#### XI legislatura
|                                                                                | Giuseppe Guzzetti ✔️ Eletto | Democrazia Cristiana                    | 60 010  | 28,83 |  |  |  |  |  |
|                                                                                | Elia Manara ✔️ Eletto       | Lega Lombarda                           | 52 897  | 25,41 |  |  |  |  |  |
|                                                                                | Oreste Dominioni            | Partito Socialista Italiano             | 24 903  | 11,96 |  |  |  |  |  |
|                                                                                | Maria Bombardieri           | Partito Democratico della Sinistra      | 18 217  | 8,75  |  |  |  |  |  |
|                                                                                | Francesco Orlando           | Partito della Rifondazione Comunista    | 9 519   | 4,57  |  |  |  |  |  |
|                                                                                | Giorgio Zennaro             | Federazione dei Verdi                   | 5 865   | 2,82  |  |  |  |  |  |
|                                                                                | Lucio Romagnoni             | Movimento Sociale Italiano              | 5 521   | 2,65  |  |  |  |  |  |
|                                                                                | Biagio Pedalà               | Partito Repubblicano Italiano           | 5 318   | 2,56  |  |  |  |  |  |
|                                                                                | Fiamma Paoli                | Lega Alpina Lumbarda                    | 4 720   | 2,27  |  |  |  |  |  |
|                                                                                | Francesco Aquaro            | Partito Liberale Italiano               | 4 526   | 2,17  |  |  |  |  |  |
|                                                                                | Franca Filiberti            | La Lega Casalinghe-Pensionati           | 3 105   | 1,49  |  |  |  |  |  |
|                                                                                | Ambrogio Bernasconi         | Partito Socialista Democratico Italiano | 2 348   | 1,13  |  |  |  |  |  |
|                                                                                | Gianluigi Melega            | Lista Marco Pannella                    | 2 412   | 1,16  |  |  |  |  |  |
|                                                                                | Antonio Natale              | Partito Pensionati                      | 2 270   | 1,09  |  |  |  |  |  |
|                                                                                | Renzo Novelli               | Lega Lombardia Europea                  | 2 263   | 1,09  |  |  |  |  |  |
|                                                                                | Pierangelo Brivio           | Alleanza Lombarda Autonomia             | 1 767   | 0,85  |  |  |  |  |  |
|                                                                                | Giuseppe Scaraggi           | Sì Referendum                           | 1 354   | 0,65  |  |  |  |  |  |
|                                                                                | Emilio Maria Artina         | Caccia Pesca Ambiente                   | 471     | 0,23  |  |  |  |  |  |
|                                                                                | Alberto Botta               | Movimento Fascismo e Libertà            | 313     | 0,15  |  |  |  |  |  |
|                                                                                | Ulisse Pezzotta             | Federalismo - Pensionati Uomini Vivi    | 249     | 0,12  |  |  |  |  |  |
| Totale                                                                         | Totale                      | Totale                                  | 208 138 | 100   |  |  |  |  |  |
|                                                                                |                             |                                         |         |       |  |  |  |  |  |
| Voti non validi                                                                | Voti non validi             | Voti non validi                         | 11 097  | 5,06  |  |  |  |  |  |
| Votanti                                                                        | Votanti                     | Votanti                                 | 219 235 | 92,51 |  |  |  |  |  |
| Elettori                                                                       | Elettori                    | Elettori                                | 236 995 |       |  |  |  |  |  |
|                                                                                |                             |                                         |         |       |  |  |  |  |  |
| Nota: quorum del 65% non raggiunto; ripartizione dei seggi a livello regionale |                             |                                         |         |       |  |  |  |  |  |
| Data: 5 aprile 1992                                                            |                             |                                         |         |       |  |  |  |  |  |
| Fonte: Ministero dell'interno                                                  |                             |                                         |         |       |  |  |  |  |  |

## 1993-2005

### Territorio
Il collegio di Cantù era uno dei 31 collegi uninominali in cui era suddivisa la Lombardia; come previsto dal D.Lgs. del 20 dicembre 1993 n. 535, era compreso nelle province di Como e di Lecco e comprendeva i seguenti comuni: Albavilla, Albese con Cassano, Alserio, Alzate Brianza, Annone di Brianza, Anzano del Parco, Arosio, Asso, Barni, Barzago, Barzanò, Bellagio, Bosisio Parini, Brenna, Bulciago, Cabiate, Caglio, Cantù, Canzo, Capiago Intimiano, Carimate, Carugo, Caslino d'Erba, Casnate con Bernate, Cassago Brianza, Castelmarte, Cermenate, Cesana Brianza, Civate, Civenna, Costa Masnaga, Cremella, Cucciago, Erba, Eupilio, Faggeto Lario, Figino Serenza, Garbagnate Monastero, Inverigo, Lambrugo, Lasnigo, Lezzeno, Longone al Segrino, Lurago d'Erba, Magreglio, Malgrate, Mariano Comense, Merone, Molteno, Monguzzo, Montorfano, Nesso, Nibionno, Novedrate, Oggiono, Orsenigo, Pognana Lario, Ponte Lambro, Proserpio, Pusiano, Rezzago, Rogeno, Senna Comasco, Sirone, Sormano, Suello, Tavernerio, Valbrona, Valmadrera, Veleso, Vertemate con Minoprio e Zelbio.

### Eletti
| Elezione | Elezione | Senatore          | Partito                  |
| -------- | -------- | ----------------- | ------------------------ |
|          | 1994     | Elia Manara       | Polo delle Libertà (LN)  |
|          | 1996     | Elia Manara       | Lega Nord                |
|          | 2001     | Graziano Maffioli | Casa delle Libertà (CCD) |

### Dati elettorali

#### XII legislatura
|                               | Elia Manara ✔️ Eletto       | Polo delle Libertà           | 79 623  | 47,09 |  |  |  |  |  |
|                               | Giuseppe Anzani             | Patto per l'Italia           | 31 291  | 18,50 |  |  |  |  |  |
|                               | Marte Ferrari               | Progressisti                 | 25 953  | 15,35 |  |  |  |  |  |
|                               | Pierina Sala Capra de Carrè | Lega Alpina Lumbarda         | 941     | 0,56  |  |  |  |  |  |
|                               | Andrea Fabi                 | Alleanza Nazionale           | 9 605   | 5,68  |  |  |  |  |  |
|                               | Dante Testoni               | Lista Pannella - Riformatori | 6 178   | 3,65  |  |  |  |  |  |
|                               | Romualdo Laurenzi           | Partito Pensionati           | 3 083   | 1,82  |  |  |  |  |  |
|                               | Armida Vecchiato            | Lega di Angela Bossi         | 2 508   | 1,48  |  |  |  |  |  |
|                               | Giancarlo Sancassani        | Partito della Legge Naturale | 1 015   | 0,60  |  |  |  |  |  |
| Totale                        | Totale                      | Totale                       | 169 097 | 100   |  |  |  |  |  |
|                               |                             |                              |         |       |  |  |  |  |  |
| Voti non validi               | Voti non validi             | Voti non validi              | 8 805   | 4,95  |  |  |  |  |  |
| Votanti                       | Votanti                     | Votanti                      | 177 902 | 99,94 |  |  |  |  |  |
| Elettori                      | Elettori                    | Elettori                     | 178 000 |       |  |  |  |  |  |
|                               |                             |                              |         |       |  |  |  |  |  |
| Data: 27-28 marzo 1994        |                             |                              |         |       |  |  |  |  |  |
| Fonte: Ministero dell'interno |                             |                              |         |       |  |  |  |  |  |

#### XIII legislatura
|                               | Elia Manara ✔️ Eletto | Lega Nord                                | 54 798  | 32,31 |  |  |  |  |  |
|                               | Giuseppe Manfredi     | Polo per le Libertà                      | 53 054  | 31,29 |  |  |  |  |  |
|                               | Giovanni Pontiggia    | L'Ulivo                                  | 50 065  | 29,52 |  |  |  |  |  |
|                               | Niccolò Macconi       | Lega per l'Autonomia - Alleanza Lombarda | 4 445   | 2,62  |  |  |  |  |  |
|                               | Claudio Malfatto      | Lista Pannella-Sgarbi                    | 2 627   | 1,55  |  |  |  |  |  |
|                               | Giampiero Castelli    | Movimento Sociale Fiamma Tricolore       | 2 102   | 1,24  |  |  |  |  |  |
|                               | Mario Antonio Camillo | Federazione Liste Civiche                | 1 318   | 0,78  |  |  |  |  |  |
|                               | Pier Vittorio Scorti  | Partito Socialista                       | 1 170   | 0,69  |  |  |  |  |  |
| Totale                        | Totale                | Totale                                   | 169 579 | 100   |  |  |  |  |  |
|                               |                       |                                          |         |       |  |  |  |  |  |
| Voti non validi               | Voti non validi       | Voti non validi                          | 8 557   | 4,80  |  |  |  |  |  |
| Votanti                       | Votanti               | Votanti                                  | 178 136 | 90,10 |  |  |  |  |  |
| Elettori                      | Elettori              | Elettori                                 | 197 711 |       |  |  |  |  |  |
|                               |                       |                                          |         |       |  |  |  |  |  |
| Data: 21 aprile 1996          |                       |                                          |         |       |  |  |  |  |  |
| Fonte: Ministero dell'interno |                       |                                          |         |       |  |  |  |  |  |

#### XIV legislatura
|                               | Graziano Maffioli ✔️ Eletto | Casa delle Libertà                       | 79 909  | 45,74 |  |  |  |  |  |
|                               | Graziano Ballabio           | L'Ulivo                                  | 54 225  | 31,04 |  |  |  |  |  |
|                               | Tiziano Gimondi             | Lega per l'Autonomia - Alleanza Lombarda | 14 285  | 8,18  |  |  |  |  |  |
|                               | Giancarlo Galli             | Partito della Rifondazione Comunista     | 6 636   | 3,80  |  |  |  |  |  |
|                               | Adriano Crepaldi            | Lista Di Pietro                          | 5 400   | 3,09  |  |  |  |  |  |
|                               | Alberto Maria Bosisio       | Va' Pensiero Padania                     | 3 534   | 2,02  |  |  |  |  |  |
|                               | Claudio Malfatto            | Lista Pannella-Bonino                    | 3 459   | 1,98  |  |  |  |  |  |
|                               | Leopoldo Maria De Filippi   | Democrazia Europea                       | 2 428   | 1,39  |  |  |  |  |  |
|                               | Vittorio Boleso             | Fiamma Tricolore                         | 1 907   | 1,09  |  |  |  |  |  |
|                               | Rosalba Nola                | Partito Pensionati                       | 1 746   | 1,00  |  |  |  |  |  |
|                               | Marzio Necchi               | Forza Nuova                              | 490     | 0,28  |  |  |  |  |  |
|                               | Elvio Conti                 | Partito Liberal-Popolare                 | 389     | 0,22  |  |  |  |  |  |
|                               | Salvatore Senia             | Liberaldemocratici Basta                 | 308     | 0,18  |  |  |  |  |  |
| Totale                        | Totale                      | Totale                                   | 174 716 | 100   |  |  |  |  |  |
|                               |                             |                                          |         |       |  |  |  |  |  |
| Voti non validi               | Voti non validi             | Voti non validi                          | 9 559   | 5,19  |  |  |  |  |  |
| Votanti                       | Votanti                     | Votanti                                  | 184 275 | 87,48 |  |  |  |  |  |
| Elettori                      | Elettori                    | Elettori                                 | 210 640 |       |  |  |  |  |  |
|                               |                             |                                          |         |       |  |  |  |  |  |
| Data: 13 maggio 2001          |                             |                                          |         |       |  |  |  |  |  |
| Fonte: Ministero dell'interno |                             |                                          |         |       |  |  |  |  |  |